# Häihyensaari
Häihyensaari är en liten ö i Finland. Den ligger i sjön Päijänne och i kommunen Jämsä i den ekonomiska regionen  Jämsä  och landskapet Mellersta Finland, i den södra delen av landet, 190 km norr om huvudstaden Helsingfors. Öns area är 2,6 hektar och dess största längd är 260 meter i nord-sydlig riktning.  Det finns några sommarstugor på ön.